# Bruce Beutler
Bruce Beutler (Chicago, 29 de dezembro de 1957) é um imunologista norte-americano.
É professor e diretor do departamento de genética do Scripps Research Institute em La Jolla, Califórnia.
As suas descobertas, que revelam alguns fatores essenciais das interações entre os organismos e o seu ambiente, são importantes para o futuro da investigação sobre o sistema imunitário.
Já foi distinguido com numerosos prémios científicos, entre os quais o Prémio Balzan que em 2007 venceu com Jules Hoffmann e distinguiu os seus trabalhos sobre a imunidade inata. Em 2011 foi galardoado com o Prêmio Shaw com Jules Hoffmann e Ruslan Medzhitov, e com o Prémio Nobel de Fisiologia ou Medicina em conjunto com Jules Hoffmann e Ralph Steinman.